# Kanton Dijon-4
Dijon-4 is een kanton van het Franse departement Côte-d'Or. Het kanton maakt deel uit van het arrondissement Dijon.

## Gemeenten
Het kanton Dijon-4 omvatte tot 2014 de volgende gemeenten:
- Chenôve (deels)
- Dijon (deels, hoofdplaats)

Door de herindeling van de kantons bij decreet van 18 februari 2014, met uitwerking op 22 maart 2015, gaat het sindsdien enkel om een ander ( oostelijk ) deel van de gemeente Dijon